# Tadd Dameron
Tadley Ewing Peake "Tadd" Dameron (Cleveland, 21 de fevereiro de 1917 – Nova Iorque, 8 de março de 1965) foi um pianista, arranjador e compositor de jazz, segundo Dexter Gordon o "romancista" do movimento bebop e de acordo com o crítico Scott Yanow o "compositor/arranjador definitivo da era bop".

## Discografia
- The Dameron Band (Featuring Fats Navarro) - 1948
- Anthropology - 1949
- A Study in Dameronia - 1953
- Fontainebleau - 1956
- Mating Call - 1956
- The Magic Touch of Tadd Dameron - 1962